# Famille de Mengin-Fondragon
Pour les articles homonymes, voir Mengin.
La famille de Mengin (olim Mengin) est une famille subsistante de la noblesse française, d'ancienne extraction, originaire de Lorraine.

## Histoire

### Origine
Originaire de la Lorraine allemande, la famille de Mengin fut d'abord au service des ducs de Lorraine puis elle passa ensuite au service des rois de France. Ses membres s'engagèrent dans la carrière des armes, dans les ordres, dans l'administration et dans la diplomatie. Elle a possédé diverses seigneuries, dont celle de Fondragon à Astaffort, en Lot-et-Garonne, qui a donné son nom à la seule branche de cette famille encore représentée.
La famille de Mengin se divisa en plusieurs branches : 
- la branche Mengin Maussard (éteinte en 1756).
- la branche Mengin Salabert (éteinte au début du XIXe siècle).
- la branche Mengin Fondragon, seule subsistante aujourd'hui.

La Chesnaye des Bois et Viton de Saint-Allais donnent une filiation qui remonte à Maubert de Mengin, vivant en 1396, père de Nicolas de Mengin qui résidait à Sarrebourg et servit dans les armées du duc de Lorraine.
D'Hozier indique une filiation prouvée qui remonte à noble Michel Mengin, écuyer, vivant au début du XVIe siècle, au service du duc de Lorraine, marié à N. de Dion et frère de Nicolas Mengin, président en la chambre des comptes de Lorraine.

## Noblesse et titre
- Régis Valette[4], Henri Jougla de Morenas [5] et F de Saint-Simon[6] indiquent que la famille de Mengin fut anoblie en 1540.
- En 1658 elle fut reconnue noble en Lorraine par lettres de gentillesse du duc Charles IV de Lorraine[1].
- En 1723 et 1755 elle fut reconnue noble en France et maintenue dans sa noblesse[1].
- Par lettres patentes de 1778 le titre de baron porté par les membres de cette famille leur fut reconnu[7].
- La famille de Mengin porte depuis le XVIIe siècle le titre de courtoisie de marquis[8].

## Personnalités
- Nicolas Mengin, conseiller d’État, président des comptes de Lorraine, envoyé en diverses ambassades vers le roi François Ier de France et l'Empereur Charles Quint, notamment en 1541 pour conclure le mariage du duc François Ier de Lorraine avec Christine de Danemark, nièce de l’empereur[1]
- Claude de Mengin, conseiller, puis secrétaire d’État du duc de Lorraine, puis président du Conseil et des comptes de Lorraine, il fut l'un des députés envoyés en 1567 pour régler à l’amiable les droits du duc Charles III de Lorraine avec l’archiduc d’Autriche, Maximilien II du Saint-Empire, sur Berchem et autres lieux.
- Raymond Mengin, capitaine au régiment de Navarre en 1597, blessé au siège d’Amiens[1].
- Claude Mengin, gouverneur des salines de Marsal (Moselle), mort le 17 septembre 1603[1].
- Nicolas Mengin, ministre et secrétaire d’État de Charles IV, duc de Lorraine et de Bar, le 28 décembre 1623. Il est envoyé comme ministre plénipotentiaire aux conférences de paix qui aboutissent au traité des Pyrénées. Il négocie en 1659 avec le roi Philippe IV d’Espagne, l’élargissement du duc Charles IV de Lorraine retenu prisonnier depuis 1654 à l’Alcazar de Tolède et l’autorisation de son séjour à Besançon[1].

Branche de Mengin-Maussard :
- Jean de Mengin de Maussard, natif d'Amiens, capitaine dans les Bandes du Piémont, passé au service de la France dans le régiment de Navarre, blessé au  siège d’Amiens en 1597, nommé capitaine au même régiment en 1606[1].
- Jean de Mengin de Maussard, officier dans la 1re Compagnie des Mousquetaires du Roi, blessé le 24 juin 1673 au siège de Maastricht.
- Pierre de Mengin de Maussard, lieutenant au régiment de Boulonnais, blessé et fait prisonnier à la bataille d’Audenarde, le 11 juillet 1708.  Nommé le 28 avril 1725 député du corps de la noblesse de La Romieu.
- Joseph de Mengin de Maussard, lieutenant au régiment de Boulonnais, fait les campagnes de Flandres en 1708. Blessé à la bataille de Malplaquet, le 11 septembre 1709. Se retire en 1727.

Branche de Mengin-Salabert :
- Léonard de Mengin de Salabert, sous-lieutenant au régiment de Brie en 1713. Participe aux sièges de Landau et de Fribourg. Lieutenant au régiment de Boulonnais. Garde du corps du roi dans la compagnie d'Harcourt. Bataille de Dettingen en 1743 et celle de Fontenoy, en 1745. Reçoit le brevet de capitaine de cavalerie. Reçu  chevalier de Saint-Louis par le roi Louis XV en personne pour sa conduite héroïque à la bataille de Fontenoy[1].
- Joseph Hector de Mengin de Salabert, lieutenant au régiment de Picardie en 1745. Capitaine en 1755. Chevalier de Saint-Louis en 1770. Lieutenant-colonel du régiment des grenadiers royaux de l'Orléanois en 1771, participe aux campagnes de Flandres. Émigré à l’armée de Condé en 1791[1].
- Edme Joseph Marie de Mengin de Salabert, lieutenant au régiment de colonel général infanterie. Émigré en juin 1791 à l’armée de Condé.

Branche subsistante de Mengin-Fondragon :
- Isaac de Mengin-Fondragon, lieutenant dans le régiment royal de Boulonnais le 20 août 1688[1].
- Andronic de Mengin-Fondragon, participe à la campagne de Bohême en 1742. Enseigne de la colonelle des Grenadiers du régiment de Picardie, le 1er septembre 1743. Capitaine en 1746. chevalier de Saint-Louis en 1760. Blessé en 1743 à la bataille de Gundelfingen (Bade-Wurtemberg)  et en 1744, au siège de Fribourg. Il quitte le service en 1766 et meurt à l’âge de 78 ans au château de Fondragon[1].
- Pierre de Mengin-Fondragon, fils d'Isaac, chevalier, né à Fondragon le 12 mai 1716, lieutenant au régiment de Picardie en 1749, chevalier de Saint-Louis la même année. Major du Fort de Saint-Sauveur de Lille, avec brevet de commandant en 1754. A participé de 1734 à 1743 aux campagnes d’Italie, de Bohême, d’Allemagne et de Flandres. Il est blessé en 1743[1]. Confirmé dans le titre de baron par lettres enregistrées à la gouvernance de Lille le 26 mai 1780. S'est marié à Lille avec une demoiselle de Fontaine[9]
- Andronic Louis de Mengin, admis au nombre des gentilshommes élèves du collège royal de La Flèche. Rentre dans les Ordres. Chanoine de la collégiale d’Aire en Artois, le 9 avril 1776. Chanoine et grand-vicaire de l’évêché de Noyon en 1780. Il émigre en 1790 et meurt le 4 mai 1793
- François Marie, baron de Mengin-Fondragon, élève à l’École royale militaire en 1775. Cadet gentilhomme, sous-lieutenant, puis lieutenant et capitaine au régiment de Normandie. Chevalier de Saint-Louis. Il émigre en 1790 à l’armée des princes.
- Pierre Robert de Mengin-Fondragon, aspirant au corps royal du génie en 1768. Sous-lieutenant au régiment de Normandie, le 4 août 1770. Il passe en Inde avec le 4e bataillon de son régiment. Participe à 4 campagnes et à celles de la guerre de 1782 sur les escadres pour la défense des côtes de Bretagne et de Normandie. Capitaine en 1783. Il entre dans la maison du Roi comme lieutenant-colonel jusqu’en septembre 1787. Chevalier de Saint-Louis, il avait été nommé grand-bailli de la Flandre française en mai 1784 jusqu’en 1790. Il émigre à l’armée des princes en 1791. Maire de Lomme de 1828 à 1830.

## Héraldique
- Armes : d’azur à la fasce d’or, accompagnée en chef d'un griffon du même, naissant à mi-corps de la fasce.
- Supports : deux griffons ;
- Timbre : couronne de marquis et un griffon pour cimier ;
- Devise : Semper Fidelis (Toujours fidèle).

## Alliances
Les principales alliances de la famille sont : Dion, de Klokiry de Bokenheim, Maillet, Ailhaud, Janin, de Chastenoy, de Blaud, de Chastenet de Puységur, de Maussard de Salabert, de Leidet, de La Gobie, d'Avach de Theze, de Fontaine, Campbell of Auchinbreck, de Pechpeyrou Comminges de Guitaut, Rousseau de Chamoy, de Mollerat du Jeu, Guyon de Montlivault.